# السقوف (المخادر)

تعديل مصدري - تعديل

السقوف محلة تابعة لقرية البصير، التابعة لعزلة بني سرحة بمديرية المخادر إحدى مديريات محافظة إب في الجمهورية اليمنية، بلغ تعداد سكانها 32 حسب تعداد اليمن لعام 2004.